# 弗洛伦汀 (萨尔姆-萨尔姆)
威廉·弗洛伦汀·路德维希·卡尔（德語：Wilhelm Florentin Ludwig Karl；1786年3月17日—1846年8月2日），出生于塞努讷，是薩爾姆-薩爾姆親王康斯坦丁与妻子勒文斯泰因-韦特海姆-罗什福尔公主维多利亚·菲丽西塔斯的长子。
1810年7月21日，弗洛伦汀在卡塞尔与弗莱明尼亚·巴罗恩·罗西结婚，有三子：
- 阿爾弗雷德·康斯坦丁（Alfred Konstantin Alexander Angelus Maria，1814年12月27日－5 1886年10月5日）；
- 埃米尔·格奧爾格（Emil Georg Maximilian August，1820年4月6日－1858年6月27日）；
- 菲利克斯（英语：Felix Salm-Salm）（Felix Constantin Alexander Johan Nepomuk，1828年12月25日－1870年8月18日）。